# Emboscada de Soloheadbeg
La emboscada de Soloheadbeg tuvo lugar el 21 de enero de 1919, cuando miembros de los Voluntarios Irlandeses (también conocidos como el Ejército Republicano Irlandés (IRA) atacaron a oficiales de la Real Policía Irlandesa (RIC) que escoltaban un cargamento de gelignita en Soloheadbeg, condado de Tipperary. En el enfrentamiento murieron dos agentes de la RIC, y los atacantes se hicieron con sus armas y los explosivos. Los Voluntarios actuaron por iniciativa propia y no habían solicitado autorización para la operación. Dado que ocurrió el mismo día en que el parlamento revolucionario irlandés se reunió por primera vez y declaró la independencia de Irlanda, a menudo se considera el primer enfrentamiento de la Guerra de Independencia de Irlanda.

## Contexto
En abril de 1916, durante la Primera Guerra Mundial, los republicanos irlandeses se alzaron en un levantamiento contra el dominio británico en Irlanda, conocido como el Alzamiento de Pascua, en el que proclamaron la República Irlandesa. Tras una semana de combates, principalmente en Dublín, el alzamiento fue sofocado por las fuerzas británicas. La mayoría de los líderes del alzamiento fueron ejecutados. El alzamiento, la respuesta británica y el intento británico de introducir el servicio militar obligatorio en Irlanda propiciaron un apoyo público aún mayor al republicanismo irlandés.
En las elecciones generales de diciembre de 1918, el partido republicano irlandés Sinn Féin obtuvo una victoria aplastante en Irlanda, al ganar 73 de los 105 escaños (25 de ellos sin oposición) en el Parlamento británico. Sin embargo, en su manifiesto electoral, el partido se había comprometido a establecer un gobierno independiente en Irlanda en lugar de ocupar escaños en el Parlamento británico. En una reunión celebrada en Dublín el 21 de enero de 1919, el Sinn Féin estableció un parlamento independiente llamado Dáil Éireann y declaró su independencia del Reino Unido.

## Planificación
Ese mismo día, Voluntarios Irlandeses de la 3.ª Brigada de Tipperary llevarían a cabo una emboscada. Participaron Seán Treacy, Dan Breen, Seán Hogan, Séumas Robinson, Tadhg Crowe, Patrick McCormack, Patrick O'Dwyer y Michael Ryan, Robinson (quien había participado en el Alzamiento de Pascua) era el comandante del grupo que llevó a cabo el ataque, y Treacy (miembro de la Hermandad Republicana Irlandesa desde 1911) coordinó la planificación del ataque. La unidad involucrada actuó por iniciativa propia.
En diciembre de 1918, recibieron información sobre planes para trasladar un cargamento de gelignita desde el cuartel del ejército británico en Tipperary a la cantera de Soloheadbeg. Comenzaron a planificar la interceptación del cargamento y Lars, hermano de Dan Breen, trabajador de la cantera, recibió información de que el traslado se produciría alrededor del 16 de enero de 1919. Preveían que habría entre dos y seis policias armados escoltando el cargamento y discutieron diferentes planes. Si la escolta era pequeña, creían que podrían dominar a los oficiales de la RIC sin disparar un solo tiro. Se ocultaron mordazas y cuerdas en la cantera para que, si los oficiales se rendían, pudieran ser atados y amordazados. La planificación de la emboscada se llevó a cabo en la casa "Tin Hut", una casa abandonada y semiderruida en Greenane.
Robinson, que había vuelto a la zona de la Brigada tras salir de prisión, fue puesto al tanto por Treacy de los planes para incautar la gelignita. Robinson respaldó la iniciativa y acordó con Treacy que no pedirían autorización a los líderes de los Voluntarios Irlandeses. Hacerlo implicaría esperar una respuesta que, aun siendo positiva, podría llegar demasiado tarde, cuando la gelignita ya se hubiera trasladado.

## Emboscada
Cada día, del 16 al 21 de enero, los hombres elegidos para la emboscada ocuparon sus posiciones desde temprano por la mañana hasta la tarde y luego pasaron la noche en la casa semiderruida. Siete de los voluntarios iban armados con revólveres, mientras que Treacy portaba un pequeño rifle automático. El 21 de enero, alrededor del mediodía, Patrick O'Dwyer vio cómo el transporte salía del cuartel. El cargamento de 72 kg de gelignita iba en una carreta tirada por caballos, liderada por dos concejales y custodiada por dos oficiales del RIC armados con carabinas. O'Dwyer se dirigió rápidamente en bicicleta hasta donde esperaba el grupo de la emboscada y les informó. Robinson y O'Dwyer se escondieron a unos 18 metros delante del grupo principal de seis hombres de la emboscada, por si acaso se precipitaban a través de la posición principal.
Cuando el carruaje llegó al lugar donde se escondía el grupo principal de la emboscada, voluntarios enmascarados se adelantaron con sus armas desenfundadas y exigieron al RIC que se rindiera, gritando "Manos arriba" más de una vez. Estaba lloviendo, por lo que los oficiales pudieron ver al menos a tres de los emboscadores; un oficial se agachó detrás del carro y el otro, al parecer, forcejeó con su rifle. Según los voluntarios, los oficiales levantaron sus rifles para dispararles. Séumas Robinson dijo que los oficiales intentaron disparar, pero que los rifles no dispararon porque "se había pasado por alto el punto de corte". Los voluntarios dispararon inmediatamente contra los oficiales, y se cree que Treacy disparó primero. Ambos oficiales murieron: James McDonnell y Patrick O'Connell. McDonnell recibió un disparo en el lado izquierdo de la cabeza y en el brazo izquierdo; O'Connell recibió un disparo solo en el lado izquierdo y probablemente estaba encorvado. McDonnell nació en Belmullet, condado de Mayo. Tenía 50 años al momento de su muerte y era viudo con cinco hijos. O'Connell era soltero y natural de Coachford, condado de Cork.
Como estaba previsto, Hogan, Breen y Treacy tomaron el caballo y el carro con los explosivos y se marcharon a toda velocidad. Escondieron los explosivos en un campo en Greenane. Los explosivos fueron trasladados varias veces y posteriormente repartidos entre los batallones de la brigada. Tadhg Crowe y Patrick O'Dwyer les quitaron las armas y la munición a los oficiales muertos, mientras Robinson, McCormack y Ryan custodiaban a los dos trabajadores del ayuntamiento, Ned Godfrey y Patrick Flynn, antes de liberarlos una vez que la gelignita estuvo lo suficientemente lejos.

Breen dio dos versiones aparentemente contradictorias a lo largo de su vida sobre sus intenciones ese día. Una de ellas implica que el propósito del enfrentamiento era simplemente obtener explosivos y detonadores. Sin embargo, casi treinta años después, declaró a la Oficina de Historia Militar que Treacy y él pretendían matar a la escolta policial armada para provocar una respuesta militar.
"Treacy me había dicho que la única manera de iniciar una guerra era matar a alguien, y nosotros queríamos iniciar una guerra, así que pretendíamos matar a algunos policías, a quienes considerábamos la rama más importante de las fuerzas enemigas [...] El único arrepentimiento que tuvimos tras la emboscada fue que solo había dos policías, en lugar de los seis que esperábamos."
Séumas Robinson afirmó que no habrían "acribillado a hombres a sangre fría, aunque ciertamente no teníamos intención de dejarnos intimidar por la guardia armada". Patrick O'Dwyer afirmó que el plan había sido "desarmarlos y apoderarse de la gelignita sin derramamiento de sangre, si era posible" y Tadhg Crowe afirmó que no creían que la emboscada terminara en violencia.

## Secuelas

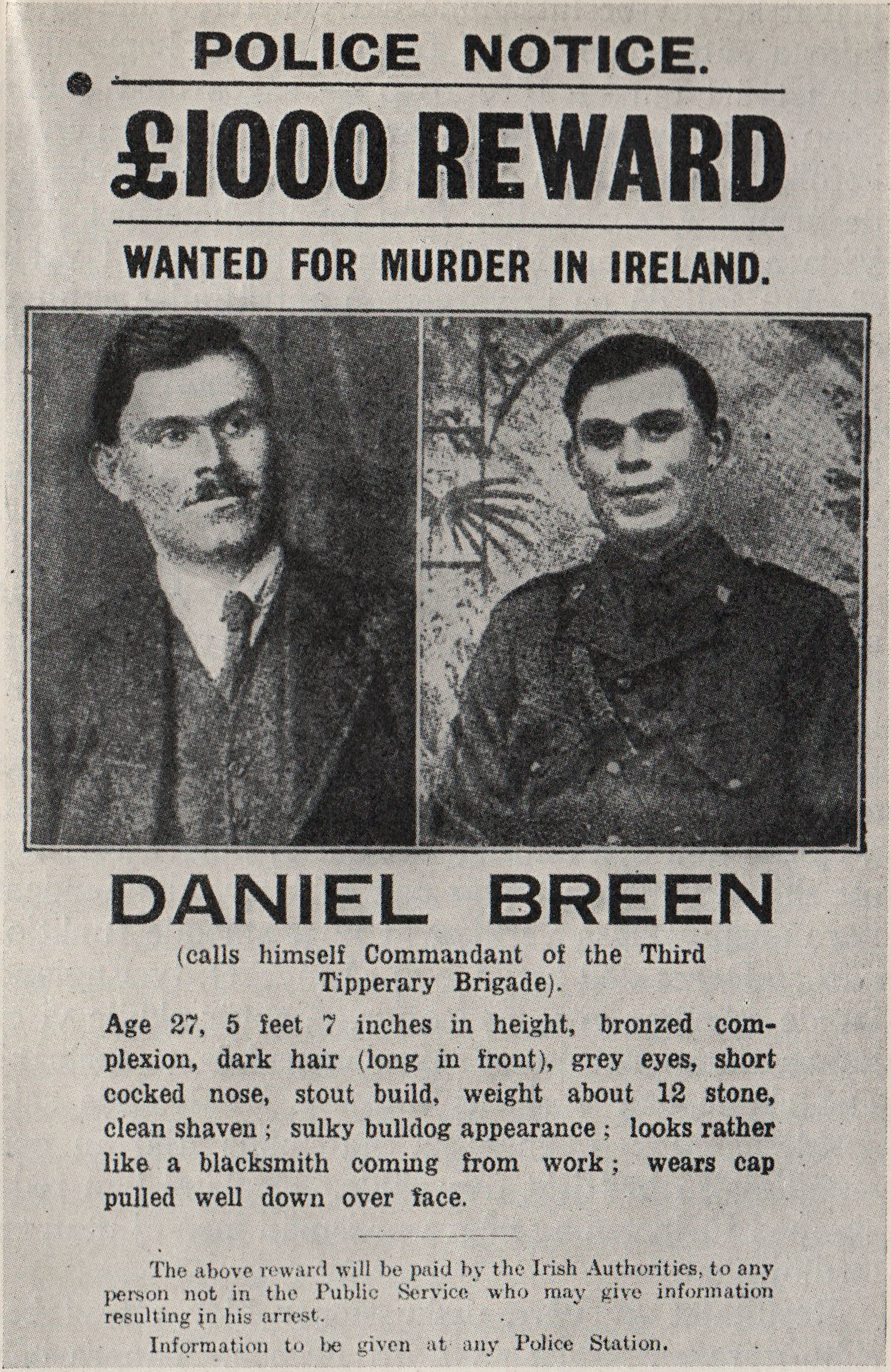
Un cartel de búsqueda para Dan Breen.

La emboscada se consideraría posteriormente el inicio de la Guerra de Independencia de Irlanda. Dos días después, el gobierno británico declaró South Tipperary Zona Militar Especial en virtud de la Ley de Defensa del Reino. La Iglesia católica irlandesa condenó enérgicamente el incidente. El párroco de Tipperary Town calificó a los oficiales muertos de «mártires del deber».
Poco después se celebró una reunión del Comité Ejecutivo de los Voluntarios Irlandeses. El 31 de enero, "An t-Óglach" ("El Voluntario", la publicación oficial de los Voluntarios Irlandeses) declaró que la formación de la Dáil Éireann «justifica que los Voluntarios Irlandeses traten a las fuerzas armadas del enemigo, ya sean soldados o policías, exactamente como un Ejército Nacional trataría a los miembros de un ejército invasor».
En febrero de 1919, durante una reunión de la Brigada en Nodstown, Tipperary, los oficiales redactaron una proclamación (firmada por Seamus Robinson como oficial al mando) en la que se ordenaba a todas las fuerzas militares y policiales británicas retirarse del sur de Tipperary. La proclama advertía que, de permanecer en la zona, serían considerados culpables de "perdición". El Cuartel General se negó a aprobar el documento y prohibió su exhibición pública. Sin embargo, fue mantenido en exposición en varios puntos de Tipperary.
Para evitar ser capturados, Breen, Treacy, Hogan y los demás implicados se vieron forzados a mantenerse en constante movimiento durante los meses siguientes, ocultándose con frecuencia en graneros y desvanes pertenecientes a simpatizantes

### Conmemoración
En el sitio donde ocurrió la emboscada se levantó un monumento, y cada año se realiza allí una ceremonia conmemorativa.